# Wirkungsspezifität
Wirkungsspezifität, vereinzelt auch Wirkspezifität, ist ein Begriff aus der Biochemie der Enzyme. Wirkungsspezifität liegt vor, wenn von einer Vielzahl von Reaktionen, die ein Substrat eingehen kann (zum Beispiel Hydrolyse, Oxidation, Umlagerung usw.), nur die von dem entsprechenden Enzym katalysierte Reaktion erfolgt. Die anderen Reaktionen, die das Substrat eingehen könnte, werden von diesem Enzym nicht unterstützt. Die Wirkungsspezifität stellt eine Klassifizierung (Enzyme#Klassifikation nach IUPAC und IUBMB) für Enzyme dar.
Wirkungsspezifität bedeutet die Eigenschaft, dass jedes Enzym in der Regel nur eine ganz bestimmte Veränderung des Substrates bewirkt.
Beispielsweise spaltet das Enzym Urease Harnstoff hydrolytisch in Ammoniak und Kohlenstoffdioxid. Die Urease wirkt aber nicht reduzierend auf das Substrat.